# Santiago Luis Copello
Pour les articles homonymes, voir Copello.
Santiago Luis Copello, né le 7 janvier 1880 à San Isidro en  Argentine, et mort le 9 février 1967 à   Rome, est le premier cardinal argentin de l'histoire de l'Église.

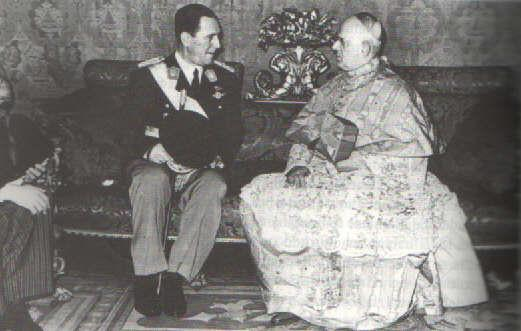
Le cardinal Santiago Luis Copello et le président Juan Perón..

## Biographie
Santiago Copello  fait de travail pastoral dans l'archidiocèse de La Plata en 1903-1918. Il est élu évêque titulaire d'Aulona (de) et évêque auxiliaire de La Plata en 1918. En 1928 il est élu évêque auxiliaire de Buenos Aires et vicaire général de l'archidiocèse de Buenos Aires. Copello est promu archevêque de Buenos Aires en 1932.
Le pape Pie XI le créé cardinal lors du consistoire du 18 décembre 1935. Le cardinal  Copello est nommé primat d'Argentine en 1936. Il est le seul Argentin à voter au conclave de 1939 qui élit Pie XII. Il réside à la curie romaine à partir de 1955 à cause du conflit entre le régime peroniste et l'Église catholique. Il renonce à l'administration de son archidiocèse et est nommé chancelier de la Sainte-Église en 1959. À cette occasion, il est nommé au titre de S. Lorenzo in Damaso.
Le cardinal Copello participe au conclave de 1939, à l'issue duquel Pie XII est élu, au conclave de 1958 (élection de Jean XXIII) et au conclave de 1963 (élection de Paul VI). Il participe au IIe concile du Vatican en 1962-1965. Mgr Copello est le premier cardinal argentin et le premier cardinal de l'Amérique espagnole.